# Avant-garde (roman)
Pour les articles homonymes, voir Avant-garde.
Avant-garde (titre original : Vanguard) est le premier roman de la série de science-fiction La Genèse de la flotte de Jack Campbell. Il est paru aux États-Unis en 2017 puis a été traduit en français et publié par les éditions L'Atalante en 2018.